# Найтриваліший урок англійської мови
Найтриваліший урок англійської мови, що тривав 96 годин, 41 секунду — національний рекорд України, зареєстрований 1 вересня 2024 року у Львові. Його встановили викладачі ліцею AP School, який є частиною освітнього центру AP Education.

## Анонс
Анонсувала про намір ліцею здійснити рекорд очільниця Національного реєстру рекордів України Лана Вєтрова 27 серпня 2024 року. Було оголошено про план розпочати марафон 28 серпня, а закінчити 1 вересня, тобто досягнути часової позначки понад 4 доби і присвятити подію Дню знань.
За ідеєю організаторів урок мав проходити безперервно та цілодобово, вчителі мали працювати позмінно, а теми — ускладнюватись від рівня А0 до С1. Планувалось ведення онлайн-трансляції, щоб усі охочі подивитись мали таку можливість. За словами Лани Вєтрової, до цього був зареєстрований схожий за масштабом рекорд: «У 2016 році в Україні був проведений найбільший урок англійської мови, який охопив 60 міст України, а ось рекорду саме за тривалістю до цього ще не було».

## Процес встановлення рекорду
Трансляцію уроку сумарно дивились близько 35 тисяч глядачів. Під час марафону вони могли дізнатися способи вивчати англійську легше та цікавіше. Проводили заняття 13 викладачів, по черзі змінюючи один одного. На заміну їм давали лише одну хвилину, бо якщо це б займало більше часу, то марафон вважався б зірваним.
Загалом процес зайняв 96 годин і 41 секунду. Онлайн-трансляція була доступною на різних платформах: YouTube, TikTok, Instagram, Facebook та Twitch. За словами Лани Вєтрової, «цей рекорд важко буде побити, але головне, що учасники отримали якісні знання».
Оскільки вчителі мусили бути на місці події постійно, конференц-залу закладу перетворили на спальню, де вони й ночували. Запис уроку відбувався у дзеркальній студії, а саме заняття вели новим, незвичним, як для школи, способом.
На уроці вчителі застосовували методологію «Close to You», яку використовують для полегшеного вивчення іноземних мов у цьому навчальному закладі. Вона є авторським, розробленим психологами надбанням ліцею AP School. За словами керівника ліцею, ця методологія передбачає використання на уроках інновацій: 3D-моделей для кращого запам'ятовування, науково доведених викладацьких прийомів та методів, які покращують концентрацію.
Крім того, під час ефіру відбувався благодійний збір коштів на підтримку 125 окремої бригади територіальної оборони Збройних сил України.

## Символічність події
Засновник освітнього центру АP Education Микола Періг поділився з журналістами, що таким чином заклад хотів донести всім, що не варто чекати  вдалого моменту, аби втілити мрію. Треба реалізовувати поставлене якнайшвидше. Саме це щодня доводять учні його закладу. Особливо ті, що вивчають іноземні мови, перебуваючи на фронті.